# Wonderful world/TIGHTROPE
「wonderful world/TIGHTROPE」（ワンダフル ワールド/タイトロープ）は、日本のロックバンド・L'Arc〜en〜Cielのベーシスト、tetsuyaがTETSU69名義で発表した通算1作目のシングル。2001年7月18日発売。発売元はKi/oon Records内に設けた自身の主宰レーベル、SPROUSE。

## 解説
ロックバンド・L'Arc〜en〜Cielのベーシスト、tetsuya（当時の名義はtetsu）がソロ名義のTETSU69（読み：テツシックスティーナイン）で発表したデビューシングル。
ソロ活動を開始するにあたり、L'Arc〜en〜Cielで当時使用していたtetsuという名義をあえて使っていない。TETSU69曰く、ソロ活動を始める約1年以上前から、趣味の一環でドメインをいくつか取得しており、その中に＜TETSU69.com＞というドメイン名があったという。それがきっかけでこの名義を使用しようと思い立った、と2001年に受けた音楽雑誌『R&R NewsMaker』のインタビューで語っている。TETSU69は2001年に受けたインタビューで、tetsuという名義をあえて使わなかった経緯について「ソロで"tetsuで〜す"といっても、他にテツっていう人、いっぱいいるじゃないですか。今後も出てくる可能性がある名前だから。"名前を考えなきゃな"と思ったんですよ。で、持ってたドメイン名を思いだして。"あれがいい！"と。そしたら、その名前でHPも開けるしと思って、TETSU69にしたんです」と述べている。
また、このソロプロジェクトを開始するにあたり、TETSU69は『SPROUSE（読み：スプラウズ）』という主宰レーベルをKi/oon Records内に立ち上げている。このレーベル名は、英語で「新芽」「突如として現れる」「急に伸びる」を意味する『sprout』と、「目覚める」「奮起する」を意味する『rouse』を組み合わせた造語となっている。
本作はベーシストのソロ名義作品でありながら、両表題曲ともに自身でベースを弾いておらず、シンセベースの打ち込みが採り入れられている。自身でベースを弾かなかった理由について、TETSU69は「やるならラルクでできないことをやんないと意味がないと思った」「やれないことっていったら…リード・ヴォーカルとギターだ！と思って」「ベーシストのソロ・アルバムでベースを弾くって、当たり前で嫌だなぁと思ってたし、デジタル・ロックにしたかったから。歌に専念して、ベースは弾かずにシンベで…まあ、そういうタイプの曲を作りたかったんで」と語っている。なお、L'Arc〜en〜Cielで長らくディレクションを行い、本作のディレクターも務めた中山千恵子（Ki/oon Records）は、本作発売当時に受けた音楽雑誌『R&R NewsMaker』のインタビューで「原点回帰、ということ。なぜ自分が音楽を好きになったか、なぜ自分が音楽を聴き始めたか、どんなものが好きだったのか、どんなものをずっと聴いてきたのか。純粋に自分が音楽を作るきっかけとなった原点に立ち戻るのがソロだと思うんですね。原点に戻って"自分の音楽って何なんだろう"って探っていくことが、今回のソロなんだと思います」と、tetsuyaのソロプロジェクトに対する印象を語っている。また、中山は本作について「自分が好きだった音楽の変遷を匂わすストーリーになってる」と述べている。
本作の表題曲「wonderful world」は、打ち込みのリズムとサウンドエフェクト的なギターサウンドが印象的な、煌びやかなポップナンバーとなっている。TETSU69曰く、この曲はプリプロダクションを繰り返していた段階で完成したことから、「いつの間にか出来た」という。また、この曲のアレンジ作業には、ロックバンド、M-AGEの岡崎達成とMIYO-KENを招聘しており、2人はTETSU69と共同で作業を行っている。2人とのアレンジ作業について、TETSU69は「最初は好きなアーティストだったり。"こういう感じの音"っていうのを具体的にアーティスト名を挙げて伝えて。そしたら2人もそこら辺はストライクゾーンのアーティストだったから、話は早かった」「アレンジの叩きはある程度彼らにお任せした感じです。俺は原曲を作って、そのテープを渡して。それでアレンジを何パターンかまず作ってもらって。その中からチョイスしたり。"こういう音を入れたい"っていうのをプラスしたり。3人でバンドやってる感じですね」と語っている。ちなみに、この曲のミュージック・ビデオにおいて、TETSU69はグレッチ・ギターの「GRETSCH Silver Jet #6129 1957」を持ってパフォーマンスをしており、E-BOWという長いサステインを生みだすアタッチメントとスライドバーを使ったスライドギター奏法を映像内で披露している。
もう一つの表題曲である「TIGHTROPE」は、1曲目と対照的にハード・エッジなロックナンバーとなっている。この曲のアレンジ作業には、ロックバンド、Oblivion DustのK.A.Zを招聘しており、K.A.ZはTETSU69と共同で作業を行っている。K.A.Zに声をかけた経緯について、TETSU69は「RIKIJI（Oblivion Dust）と飲んでるときに、"最近何やってるの？"って話になって。"ソロやろうかと思って"といったらRIKIJIが"KAZ君紹介するよ。合うと思うし。一緒にやりなよ"って。で、話したことはあったけど、ちゃんとそこで紹介してもらった」と述べている。なお、TETSU69曰く、K.A.ZとRIKIJIに初めて会ったのは、本作発売の約2年前のころで、たまたまロサンゼルスで会ったという。K.A.Zとのアレンジ作業について、TETSU69は「自分の好きな音とか好みのアーティストを言ったら、KAZ君も"好き好き"って言ってくれて。だから（「wonderful world」と）同じ感じですよ」と述懐している。また、この曲の歌詞について、TETSU69は「KAZ君と話してたときに"スリリングな感じが出るといいね"っていうのが出てきたんで、なんか詞もスリリングなものが書ければというのは何となくありました」と語っている。
本作は、初回生産限定盤（CD）、通常盤（CD）の2形態で発売されている。初回生産限定盤はスペシャルジャケットかつ、スーパーピクチャーレーベル仕様となっている。また、通常盤ではジャケットデザインが変更されており、グレッチギターを携えたTETSU69の写真が使われている。

## 収録曲
| #  | タイトル            | 作詞    | 作曲    | 編曲                        | 時間 |
| -- | ------------------- | ------- | ------- | --------------------------- | ---- |
| 1. | 「wonderful world」 | TETSU69 | TETSU69 | TETSU69・岡崎達成・MIYO-KEN | 4:44 |
| 2. | 「TIGHTROPE」       | TETSU69 | TETSU69 | TETSU69・K.A.Z              | 4:50 |

## 参加ミュージシャン
- wonderful world
  - Words and Music by TETSU69
    - TETSU69：Vocal, Guitar and Arrangement
    - 岡崎達成：Rhythm Programming and Arrangement
    - MIYO-KEN：Guitar, Synthesizer Programming and Arrangement
    - 吉澤瑛師：Piano and Organ
    - エリック・ウェストフォール：Recorded and Mixed
- TIGHTROPE
  - Words and Music by TETSU69
    - TETSU69：Vocal, Guitar and Arrangement
    - K.A.Z：Guitar, Programming and Arrangement
    - 平井直樹：Drums
    - エリック・ウェストフォール：Recorded, Mixed

## 収録アルバム
- 『Suite November』（#1、#2）

## タイアップ
wonderful world
- テレビ東京系番組『JAPAN COUNTDOWN』2001年7月度エンディングテーマ

TIGHTROPE
- 松竹配給アニメ映画『劇場版 幻想魔伝 最遊記〜選ばれざる者への鎮魂歌〜』主題歌[注 1]
- TBS系番組『COUNT DOWN TV-Neo』2001年8月度オープニングテーマ